# Metzeral

Metzeral este o comună în departamentul Haut-Rhin din estul Franței. În 2009 avea o populație de 1.111 de locuitori.

## Evoluția populației
| An        | 1975 | 1982  | 1990  | 1999  | 2006  | 2009  |
| --------- | ---- | ----- | ----- | ----- | ----- | ----- |
| Populație | 989  | 1.006 | 1.041 | 1.065 | 1.092 | 1.111 |